# IPod touch (2e génération)
L’iPod touch (2e génération), également connu sous le nom de iPod touch 2 ou iPod touch 2G est un baladeur numérique modèle de la 2e génération d'IPod touch de la marque Apple. Il succède à l'iPod touch de première génération. Il est commercialisé le 8 septembre 2008.

## Histoire
Sa conception reprend celle de l'iPhone 3G et comprend l'application App Store permettant aux utilisateurs d'acheter des applications,.